# Moris
Moris é um município do estado de Chihuahua, no México.